# Тетрацкаро
Тетрацкаро (груз. თეთრაწყარო) — село в Грузии, на территории Харагаульского муниципалитета края (мхаре) Имеретия.

## География
Село находится в западной части Грузии, на левом берегу реки Чхеримелы, на расстоянии 4 километров к северо-западу от посёлка городского типа Харагаули, административного центра муниципалитета. Абсолютная высота — 440 метров над уровнем моря.

## Население
По результатам официальной переписи населения 2014 года, в Тетрацкаро проживало 333 человека (164 мужчины и 169 женщин). В национальной структуре населения грузины составляли 99,7 %, белорусы — 0,3 %.
| Год  | Население, человек |
| ---- | ------------------ |
| 2002 | 575                |
| 2014 | ↘ 333              |